# 息票
息票（英語：coupon)，或稱票息支付（英語：coupon payment)，原指旧时的债券票面的一部分，债券持有人可将之剪下，在债券付息日携至债券发行人处要求兑付当期利息。现在发行的债券多采用电子化形式，但票面利率（英語：coupon rate）仍被用来表示债券的利率，其可通過將每年支付的所有息票的總和相加，然後將該總額除以債券的面值來確定的。
例如：一個1000美元的債券，票面利率為7%，每年支付70美元（通常，這些利息支付將是半年一次的，這意味著投資者每年將收到兩次35美元)；此外，由於債券可以在到期前進行交易，導致其市場價值波動，因此當前收益率通常會與債券的息票不同。例如，1000美元之債券的交易價格變為900美元，則當前收益率將升至7.8%（70美元÷900美元)；然而，票面利率不會改變，因為它是年度付款和面值的函數，兩者都是恆定的。